# Daytona Beach Shores
Daytona Beach Shores ist eine Stadt im Volusia County im US-Bundesstaat Florida. Das U.S. Census Bureau hat bei der Volkszählung 2020 eine Einwohnerzahl von 5.179 ermittelt.

## Geographie
Daytona Beach Shores befindet sich auf einer Barriereinsel zwischen dem Halifax River (einem Teil des Intracoastal Waterways) und dem Atlantischen Ozean an der Ostküste Floridas. Angrenzende Städte sind Daytona Beach, South Daytona und Port Orange. Die Stadt liegt rund 35 km nordöstlich von DeLand sowie etwa 80 km nordöstlich von Orlando.

## Demographische Daten
Laut der Volkszählung 2010 verteilten sich die damaligen 4247 Einwohner auf 6181 Haushalte (davon sind die meisten als Zweitwohnsitz genutzte Ferienwohnungen). Die Bevölkerungsdichte lag bei 1846,5 Einw./km². 94,5 % der Bevölkerung bezeichneten sich als Weiße, 0,8 % als Afroamerikaner, 0,2 % als Indianer und 2,2 % als Asian Americans. 0,6 % gaben die Angehörigkeit zu einer anderen Ethnie und 1,6 % zu mehreren Ethnien an. 2,6 % der Bevölkerung bestand aus Hispanics oder Latinos.
Im Jahr 2010 lebten in 5,6 % aller Haushalte Kinder unter 18 Jahren sowie 59,6 % aller Haushalte Personen mit mindestens 65 Jahren. 52,6 % der Haushalte waren Familienhaushalte (bestehend aus verheirateten Paaren mit oder ohne Nachkommen bzw. einem Elternteil mit Nachkomme). Die durchschnittliche Größe eines Haushalts lag bei 1,73 Personen und die durchschnittliche Familiengröße bei 2,22 Personen.
6,2 % der Bevölkerung waren jünger als 20 Jahre, 9,9 % waren 20 bis 39 Jahre alt, 22,5 % waren 40 bis 59 Jahre alt und 61,3 % waren mindestens 60 Jahre alt. Das mittlere Alter betrug 65 Jahre. 48,8 % der Bevölkerung waren männlich und 51,2 % weiblich.
Das durchschnittliche Jahreseinkommen lag bei 42.591 $, dabei lebten 8,5 % der Bevölkerung unter der Armutsgrenze.
Im Jahr 2000 war Englisch die Muttersprache von 92,35 % der Bevölkerung, deutsch sprachen 2,63 % und 5,02 % hatten eine andere Muttersprache.

## Verkehr
Daytona Beach Shores wird von den Florida State Roads A1A, 421 und 441 durchquert. Der nächste Flughafen ist der Daytona Beach International Airport (rund 10 km westlich).

## Kriminalität
Die Kriminalitätsrate lag im Jahr 2010 mit 394 Punkten (US-Durchschnitt: 266 Punkte) im durchschnittlichen Bereich. Es gab vier Vergewaltigungen, zwei Raubüberfälle, 25 Körperverletzungen, 100 Einbrüche, 110 Diebstähle und 18 Autodiebstähle.